# The Lounge Lizards
The Lounge Lizards – grupa jazzowa założona w 1978 roku przez grupę muzyków należących do nowojorskiej sceny awangardowej: Johna Lurie, jego brata Evana Lurie, gitarzystę Arto Lindsaya, basistę Steve Piccolo i perkusistę Antona Fier. Przez skład grupy przewinęło się wielu znanych muzyków, m.in. Marc Ribot, John Medeski, David Tronzo czy Michael Blake. Grupa łączy muzykę jazzową z elementami punku czy no wave.

## Dyskografia

### Albumy studyjne
| Tytuł             | Data wydania |
| ----------------- | ------------ |
| Lounge Lizards    | 1981         |
| No Pain For Cakes | 1987         |
| Voice of Chunk    | 1989         |
| Queen of all Ears | 1998         |

### Albumy z nagraniemLive
| Tytuł                      | Data wydania |
| -------------------------- | ------------ |
| Live From The Drunken Boat | 1983         |
| Live 79-81                 | 1985         |
| Big Heart: Live in Tokyo   | 1986         |
| Live in Berlin, Vol. 1     | 1993         |
| Live in Berlin, Vol. 2     | 1993         |